# Wallis (archipelag)
Wyspy Wallis – archipelag na Oceanie Spokojnym należący do francuskiego terytorium zależnego Wallis i Futuny. W 2018 roku zamieszkana przez 8,3 tys. mieszkańców. 
Archipelag składa się z głównej wyspy Uvea, zajmującej jego większą część i skupiającą całą ludność, oraz wielu mniejszych wysp położonych na przybrzeżnej rafie. Do największych z tych wysp należą: Faioa, Fugalei, Luaniva, Nukuatea, Nukufotu, Nukuhifala, Nukuloa, Nukutapu i Nukuteatea.
Najwyższym szczytem Wysp Wallis jest Lulu Fakahega (151 m).